# Spotify
Spotify é um serviço de streaming de música, podcast e vídeo que foi lançado oficialmente em 23 de abril de 2006. É o serviço de streaming de música mais popular e usado do mundo. Ele é desenvolvido pela startup Spotify AB em Estocolmo, na Suécia. Ele fornece conteúdo protegido de conteúdo provido de restrição de gestão de direitos digitais de gravadoras e empresas de mídia. O Spotify é um serviço freemium; com recursos básicos sendo gratuitos com propagandas ou limitações, enquanto recursos adicionais, como qualidade de transmissão aprimorada e downloads de música, são oferecidos para assinaturas pagas.
O Spotify está disponível em praticamente todos os países da Europa (os únicos países sem presença do Spotify são o Vaticano e a Rússia, sendo que o Spotify cessou indefinitivamente as suas operações neste último mercado em abril de 2022), grande parte das Américas e do Caribe, a maior parte de África, grande parte da Oceania e partes da Ásia. Está disponível para a maioria dos dispositivos modernos, incluindo computadores Windows, macOS e Linux, bem como smartphones e tablets com iOS e Android. As músicas podem ser navegadas ou pesquisadas por artista, álbum, gênero, lista de reprodução ou gravadora. Usuários podem criar, editar ou compartilhar playlists, compartilhar faixas em redes sociais ou fazer playlists com outros usuários. O Spotify fornece acesso a mais de 100 milhões de músicas. Em julho de 2023, contava mais de 527 milhões de usuários ativos, incluindo 210 milhões de assinantes pagantes.
O Spotify paga royalties baseado no número de audições de um artista como proporção total de músicas ouvidas no serviço, ao contrário de vendas físicas ou download, que pagam aos artistas um preço fixo por música ou álbum vendido. Eles distribuem aproximadamente 70% da receita total para os titulares de direitos, que então pagam os artistas com base em seus acordos individuais. O Spotify enfrentou críticas de artistas e produtores, incluindo Taylor Swift e o cantor do Radiohead, Thom Yorke, devido às condições de pagamento, pois acreditam que ele não compensa aos criadores de música à medida que as vendas de música diminuíram face ao aumento do streaming. O Spotify anunciou em abril de 2017 que os artistas poderão fazer novos lançamentos de álbuns exclusivamente disponíveis no serviço Premium por um período máximo de duas semanas, se fizerem parte da Universal Music Group e da Merlin Network, como parte de seus esforços para renegociar novas ofertas de licenças com rótulos para um interesse divulgado em público.

## Disponibilidade
Desde maio de 2014, o Spotify está disponível para iOS, Android, Windows 10 Mobile, Boxee, Linux, MeeGo, Microsoft Windows, Openpandora, OS X, Roku, S60 (Symbian), Samsung Smart TV, Sonos, HEOS by Denon, PlayStation 4, PlayStation 3, Squeezebox, Telia Digital-tv, TiVo, WD TV, webOS e Windows Phone.
A versão da plataforma de Streaming para Xbox One só foi lançada em 2017.
É o serviço de streaming que mais tem programas e aplicativos para todos os dispositivos e sistemas operacionais.

## História

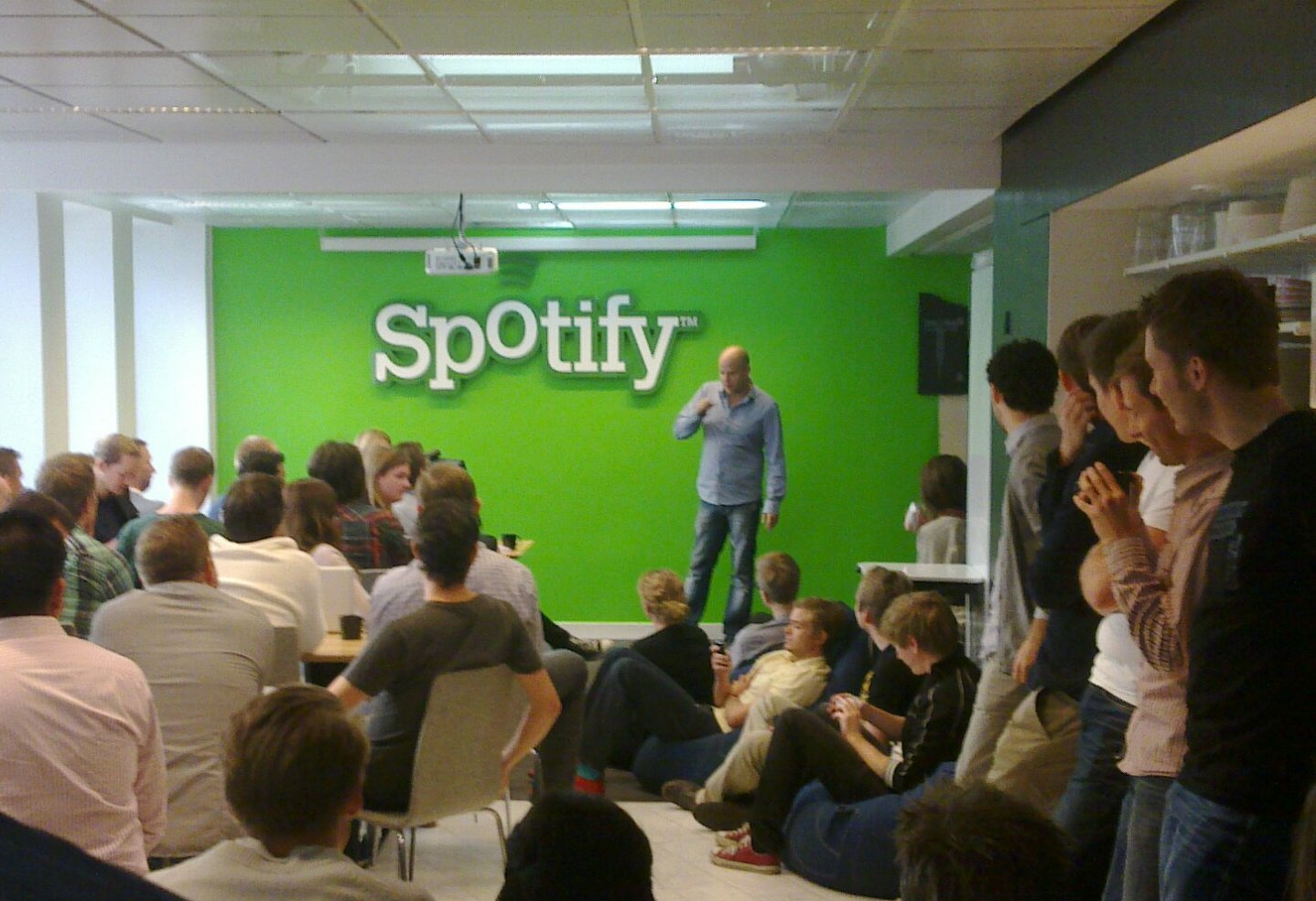
Daniel Ek discursando para a equipe do Spotify

O Spotify foi desenvolvido em 2006 pela equipe da Spotify AB, em Estocolmo, Suécia. A empresa foi fundada por Daniel Ek, ex-diretor técnico da Stardoll, e Martin Lorentzon, cofundador da TradeDoubler. A Spotify AB é subsidiária da Spotify Ltd., com sede em Londres, no Reino Unido, que por sua vez é parte da holding Spotify Technology S.A. com domicílio legal em Luxemburgo.

### Lançamento

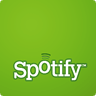
Logo original do Spotify (2008–2012)

O aplicativo Spotify foi lançado em 7 de outubro de 2008. Enquanto contas gratuitas permaneceram disponíveis por convite para gerenciar o crescimento do serviço, o lançamento abriu inscrições pagas a todos. Ao mesmo tempo, o Spotify AB anunciou acordos de licenciamento com os principais selos musicais. A companhia reportou um prejuízo de 31,8 milhões de coroas suecas (4,4 milhão dólares americanos) em 2008.
Em 10 de fevereiro de 2009, o Spotify abriu as inscrições gratuitas no Reino Unido. As inscrições subiram após o lançamento do serviço móvel, levando o Spotify a parar as inscrições no Reino Unido durante uma parte de 2009, retornando a política para somente convidados.

### Evolução

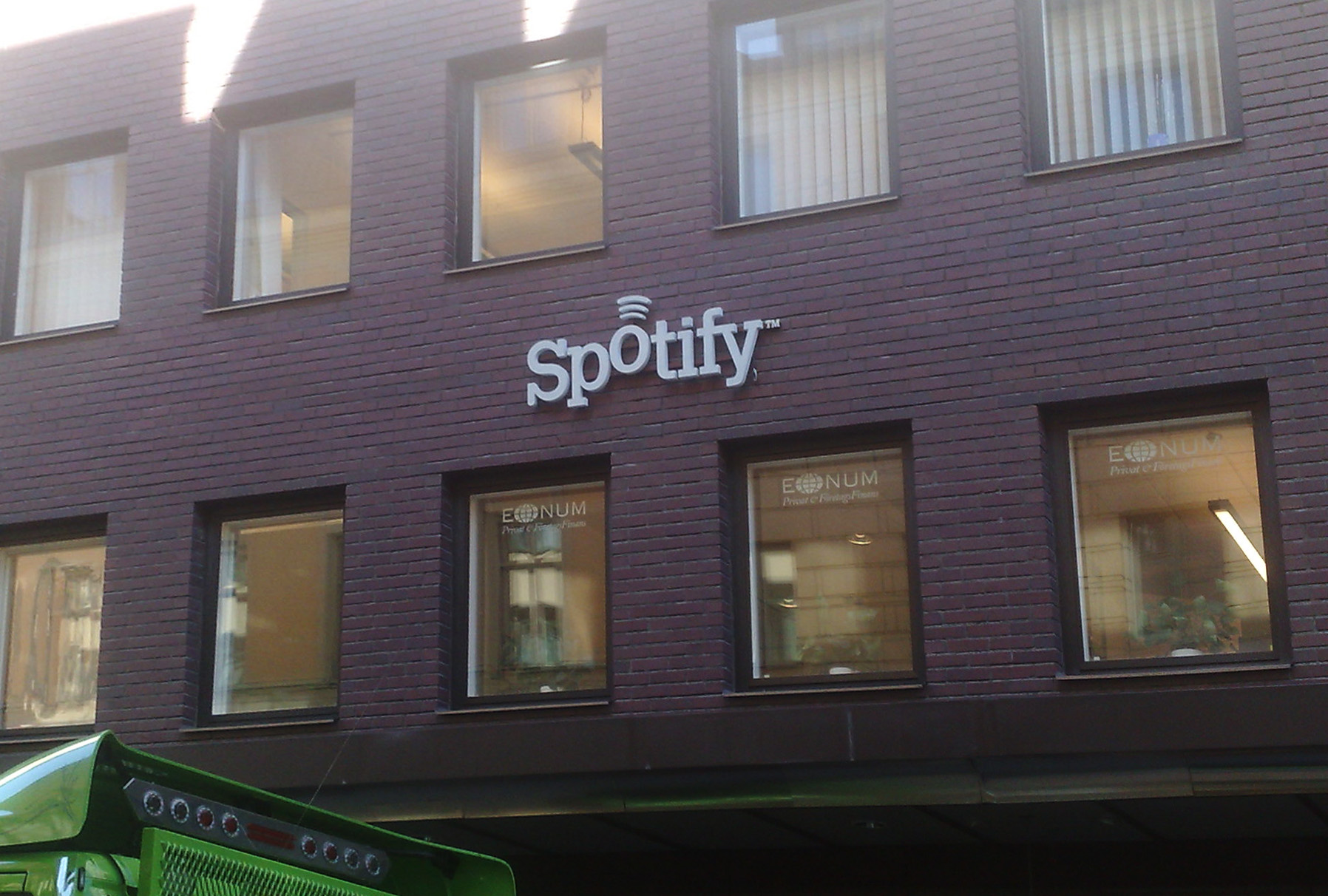
Antiga sede do Spotify, em Estocolmo, Suécia

Em 4 de março de 2009, o Spotify anunciou uma falha de segurança no serviço, pelo qual as informações da conta privada (incluindo endereços de email e o embaralhamento de senhas por sal) de membros registrados antes de 19 de dezembro de 2008 foram potencialmente expostas.
Cartões virtuais premium (códigos premium) foram oferecidos na temporada de natal de 2009 que permitiu que os beneficiários atualizassem uma conta para o status de "Premium" para 1, 3, 6 ou 12 meses.
Em 28 de janeiro de 2010, o software antivírus da Symantec marcou o Spotify como um cavalo de Troia, desativando o software em milhões de computadores.
Em fevereiro de 2010, o Spotify recebeu um pequeno investimento da Founders Fund, onde o membro do conselho, Sean Parker foi recrutado para ajudar o Spotify em "ganhar as gravadoras no maior mercado de música do mundo". Em 18 de maio de 2010, o Spotify anunciou mais dois tipos de contas disponíveis: o Spotify Unlimited, um equivalente ao Spotify Premium sem suporte móvel e outros, e o Spotify Open, uma versão reduzida dos recursos do Spotify Free, o que permitiu aos usuários ouvir 20 horas de música por mês.
Durante 2010, o Spotify pagou mais de €45 milhões para seus licenciadores. Em março de 2011, o Spotify anunciou que tinha um milhão de assinantes pagantes em toda a Europa, dobrando em setembro para dois milhões. Em 1 de setembro de 2010, o Fórum Econômico Mundial (FEM), anunciou a empresa como a pioneira em tecnologia para 2011.
Em 25 de março de 2011, o Spotify removeu temporariamente a exibição de uma publicidade de fontes externas em suas contas abertas e livres, devido a um ataque que usou um explorador Java a colocar códigos maliciosos nos computadores das vítimas.
Antes de sua oferta móvel livre e ilimitado, na maioria dos locais, um período de teste gratuito de seis meses foi oferecido, permitindo ao usuário ouvir uma quantidade ilimitada de música bancado pela publicidade visual e radiofônica. Após o período de teste, o Spotify tinha um limite de escuta de 10 horas por mês, divididos porções de 2,5 horas semanais (as horas não utilizadas transferidas). Os únicos locais isentos desta regra foram Austrália, Hong Kong, Malásia, Nova Zelândia, Singapura e Estados Unidos, onde eram suportados por anúncios de streaming, ilimitado e ininterrupto no Spotify Free.
Uma assinatura "Unlimited" removia anúncios e limite de tempo, e uma assinatura "Premium" apresentava uma maior taxa de bitrate de streaming e acesso offline. O aplicativo podia ser usado sem uma conta premium. Os usuários podiam testar o Spotify Premium por 48 horas, fazendo login pelo Spotify Mobile pela primeira vez, ou obtendo um teste de 30 dias em seu primeiro mês. Uma conta ativa do Facebook era necessário para usar o Spotify se o usuário tivesse inscrito via Facebook; mas, em 30 de agosto de 2012, a opção de criar um nome de usuário pelo Spotify foi oferecida novamente. Para assinaturas era necessário um cartão de crédito/débito ou PayPal em contas registradas em alguns países. Alternativamente, cartões pré-pagos podiam ser comprados em lojas de varejo em países selecionados.

### Financiamento
Em 15 de abril de 2011, o Spotify anunciou através de um post no blog que iria reduzir drasticamente a quantidade de músicas que os membros Free poderiam acessar, sendo efetivado 1 de maio de 2011. O post afirmava que todos os membros Spotify Open e Spotify Free seriam transferidos para um novo produto que limitava a transmissão de áudio para 10 horas por mês. Além disso, as faixas individuais foram limitadas a cinco execuções. Os membros do Spotify Unlimited e Spotify Premium não foram afetados por esta mudança. Novos usuários foram isentos destas mudanças por seis meses.
Em 17 de junho de 2011, foi relatado que o Spotify tinha garantido um financiamento com mais de US$ 100 milhões e planejava usar isso para auxiliar no seu lançamento nos Estados Unidos. A nova rodada de financiamentos avaliou a empresa em US$ 1 bilhão.
Em 3 de abril de 2018, a Spotify estreou na NYSE, fechando o pregão em 149,01 dólares, levando o valor da empresa a 26,5 bilhões de dólares.

### Lançamento nos Estados Unidos
Em 14 de julho de 2011, o Spotify lançou seu serviço nos Estados Unidos, após atrasos e anos de negociações com as quatro grandes gravadoras. Em 30 de novembro de 2011, o Spotify lançou o Spotify Apps e o App Finder com parceiros de lançamento, que incluía o Rolling Stone, We Are Hunted, Top10, Songkick, The Guardian, Soundrop e Last.fm.

### Spotify Apps
Em novembro de 2011, o Spotify introduziu o serviço Spotify Apps que tornou possível para os desenvolvedores de terceiros a contribuir para aplicações HTML5 que poderiam ser hospedados dentro da área de trabalho do player Spotify. Os aplicativos fornecidos apresentavam recursos como letras sincronizadas, revisões de música e playlists por curadoria.
No lançamento, os aplicativos suportados incluíam o Billboard, Fuse, The Guardian, Last.fm, Moodagent, Pitchfork, Rolling Stone, Songkick, Soundrop, Tunewiki e We Are Hunted. Em junho de 2012, o Soundrop se tornou o primeiro app do Spotify a atrair maiores financiamentos com $3 mil dólares da Série A de financiamentos do investidor Spotify, Northzone. O serviço Spotify Apps foi interrompido em outubro 2014.
O Spotify, um serviço líder de streaming de música, oferece vários aplicativos que atendem às diversas preferências do usuário. Spotify Premium, o aplicativo oficial baseado em assinatura, oferece aos usuários uma experiência de audição sem anúncios, downloads offline e qualidade de áudio aprimorada. Spotify Vanced, uma versão modificada não oficial, apresenta recursos adicionais como bloqueio de anúncios e reprodução em segundo plano para usuários não premium. Spotify IPA refere-se ao arquivo do aplicativo iOS para instalação manual em dispositivos Apple, permitindo que os usuários acessem o serviço sem usar a App Store.

### 2012–Presente

Ícone atual do Spotify

Em 29 de março de 2012, o Spotify removeu uma restrição que limitava usuários gratuitos não-americanos a executar cinco vezes uma determinada música; embora que a restrição tivesse continuado no Reino Unido e na França. O limite de 10 horas por mês permaneceu na função para todas as contas gratuitas com idade superior a seis meses; enquanto a empresa anunciou também "continue ilimitado ouvindo gratuitamente" para usuários nos Estados Unidos.
Em agosto de 2012, a Time relatou quatro milhões de assinantes, produzindo, pelo menos € 20 milhões por mês em receita. A Goldman Sachs liderou a rodada de financiamento fechado em novembro de 2012, aumentando em torno de US$100 milhões e em uma avaliação de $3 bilhões.
Em 19 de março de 2013, o Spotify removeu a restrição de executar cinco vezes uma música no Reino Unido. Em 5 de abril de 2013, o Spotify lançou como atualizações de aplicativos, Mensagens e Navegar. As Mensagens podem ser enviadas a outros usuários e vistas no aplicativo de desktop. Navegar permite aos usuários encontrar listas de reprodução e paradas criadas por outros usuários usando filtros, como gênero, humor ou atividade.
Em 16 de abril de 2013, o Spotify foi lançado na Apple App Store, Google Play Store e Windows Phone Store em Singapura, Hong Kong, Malásia, Estônia, Letônia, Lituânia, México e Islândia. Após seu lançamento em abril de 2013, o single do Daft Punk, "Get Lucky", recebeu o maior número de execuções de qualquer single em um único dia.
Em 11 de dezembro de 2013, Ek anunciou um recurso de streaming gratuito para usuários de iPhone e Android, permitindo-lhes fazer transmissão de artistas específicas e playlists em seus telefones. Anteriormente, os usuários do Spotify se limitaram a ouvir estações de rádio semelhantes aos artistas ou playlists. Esta característica permitiu-lhes a reproduzir faixas embaralhadas de um artista específico ou lista de playlists. A atualização também incluiu novos recursos para usuários de tablets, o que lhes permitiu ouvir qualquer música a qualquer momento.
"Get Lucky" esteve entre as dez músicas mais tocadas em dezembro de 2013. Outros artistas como Avicii, Robin Thicke, Macklemore & Ryan Lewis também foram destaques. Em sua revisão anual, a empresa de streaming revelou que 24 milhões de usuários ativos ouviram mais de 4,5 bilhões horas de música em 2013.
Em 6 de março de 2014, o Spotify anunciou que tinha adquirido o The Echo Nest, que também fornece dados a competidores do Spotify. Em 25 de março de 2014, o Spotify lançou uma campanha publicitária no Facebook, bem como no seu próprio aplicativo da promoção Spotify Premium for Students, com uma oferta de desconto para a sua assinatura mensal direcionada a estudantes universitários nos Estados Unidos.
Em junho de 2014, o Spotify lançou uma nova API Web que permite que desenvolvedores de terceiros integrem o conteúdo do Spotify em seus próprios aplicativos. O Spotify Web API é um serviço web baseado em princípios do REST que podem ser acessados por programas através do Protocolo de Transferência de Hipertexto. Ele retorna com os dados sobre álbuns, artistas, faixas, playlists e outros recursos do Spotify em formato JSON. Para acessar alguns conjuntos de dados sensíveis (como dados de perfil de usuário), os programas devem fornecer a autenticação de acesso OAuth com os seus pedidos.
Em 28 de janeiro de 2015, a Sony Computer Entertainment anunciou que daria ao Spotify o comando de seu novo serviço de música, chamado PlayStation Music. O novo serviço foi lançado em 30 de março, substituindo o Music Unlimited.
Em abril de 2015, o Spotify começou a levantar outra rodada de capital, atraindo a Goldman Sachs e um fundo soberano de Abu Dhabi. Esta rodada de capital foi fechada em junho de 2015, levantando $526 milhões em uma captação de recursos que o valorizou em $8,53 bilhões.
Em junho de 2015, o Spotify adquiriu a Seed Scientific, empresa de consultoria científica de dados e análises. O Spotify anunciou que a equipe da Seed Scientific conduziria uma unidade de análise avançada dentro da empresa focada no desenvolvimento de serviços de dados.
Em dezembro de 2015, o Spotify lançou o Spotify Wrapped, um programa que cria playlists com base nas músicas mais ouvidas por cada usuário ao longo do ano. No final do ano, os usuários podem visualizar e salvar essas playlists.
Em novembro de 2021, o Spotify adquiriu a Findway, marcando a entrada da plataforma no mercado de audiolivros.

## Prêmios
- Prêmio iBest 2020 - Vencedor pelo Júri Popular e Oficial na categoria Conteúdo de Música[84]
- Prêmio iBest 2020 - Top 3 pelo Júri Oficial na categoria Streaming de Vídeo e Música[84]
- Troféu Gerando Salvação 2020 - Melhor plataforma de streaming de música[85]

## Serviços competitivos
Na comparação dos produtos e serviços do Spotify com muitas outras marcas concorrentes, tais como Deezer, Rdio (extinto), Napster, TIDAL, Google Music, YouTube Music, Apple Music, Qobuz, Pandora e iHeart Radio, existem algumas poucas características que desempenham um papel na decisão potencial de um cliente. Algumas das características mais importantes incluem: o tipo ou a finalidade do serviço de streaming, se existem opções gratuitas disponíveis, a presença de anúncios ou a falta dela, plataformas ou aplicativos que suportam cada serviço, o quanto custa a assinatura, e o tamanho da biblioteca de música oferecida.
O Spotify possui uma biblioteca sob demanda em que os usuários podem criar playlists e seguir os colegas amantes da música. O Spotify também oferece o Spotify Rádio que permite aos usuários acessar inúmeras estações modelados para artistas e gêneros musicais. O Spotify oferece uma versão gratuita do seu serviço de streaming que inclui anúncios e é acessível a partir de um desktop, laptop ou dispositivo móvel (6 pulos por hora). No entanto, ao pagar $9,99 ou $4,99 se o usuário for um estudante, o usuário é capaz de acessar todos os recursos do Spotify online ou offline, sem qualquer publicidade e em qualquer dispositivo. O Spotify oferece uma biblioteca de música de mais de 30 milhões de músicas.
O Pandora possui uma extensa lista de estações de rádio online, cujo único propósito é ajudar seus usuários a descobrir novos artistas e novas músicas. A versão grátis e paga do Pandora estão disponíveis em qualquer dispositivo que suporte o aplicativo de música Pandora. Em contraste com a maioria dos outros serviços de música cobrando $9,99 em suas assinaturas mensais, o Pandora oferece um serviço premium por $4,99 que não inclui anúncios, oferece melhor qualidade de som, e ainda pulos de músicas. O Pandora oferece uma biblioteca de música com aproximadamente 1 milhão de músicas.
O iHeart Radio dispõe de uma ampla gama de estações de música online que visam a ajudar os seus usuários a descobrir novos artistas e novas músicas e também oferece streaming de rádio ao vivo para que os usuários possam acessar suas estações de rádio favoritas e ouvi-las ao vivo e tudo em um só lugar. O iHeart Radio oferece somente serviços gratuitos, porém só permite 15 pulos combinados por dia e 6 pulos por estação de rádio por hora. Existem anúncios presentes na própria página da web, além de anúncios locais que são tocados em cada estação de rádio local individualmente. O iHeart Radio está disponível em qualquer dispositivo que suporte a aplicação iHeart Radio. Sem nenhum custo para o usuário, o iHeart Radio oferece uma biblioteca de música de perto de 20 milhões de músicas.

## Disponibilidade geográfica

Disponibilidade do Spotify no mundo a partir de dezembro de 2022

O Spotify está disponível em 180 países e territórios.

### História da expansão
O Spotify entrou no ar (apenas por convite) na Escandinávia, Reino Unido, França e Espanha em outubro de 2008. O Spotify foi lançado no Reino Unido em fevereiro de 2009. Foi lançado nos País Baixos em maio de 2010, nos Estados Unidos em julho de 2011, na Dinamarca em outubro de 2011, na Áustria, Bélgica e Suíça, em 16 de novembro de 2011, seguido pela Alemanha, em março de 2012, Austrália e Nova Zelândia em maio de 2012 e Irlanda e Luxemburgo em novembro de 2012.
A expansão continuou com a Itália, Polônia e Portugal em fevereiro de 2013, México, Hong Kong, Malásia, Singapura, Estônia, Letônia, Lituânia e Islândia em abril de 2013, Argentina, Grécia, Taiwan e Turquia em setembro de 2013 e em 20 outros mercados (Hungria, República Checa, Malta, Bulgária, Eslováquia, Chipre, Chile, Colômbia, Uruguai, El Salvador, Paraguai, Honduras, Panamá, Nicarágua, Peru, Equador, República Dominicana, Guatemala, Costa Rica e Bolívia) em dezembro de 2013.
2014 viu o lançamento do serviço nas Filipinas em abril, no Brasil em maio, e Canadá em setembro.
Em 2016, o Spotify foi lançado na Indonésia em março, e no Japão em setembro. Em 2017, o Spotify foi lançado na Tailândia em agosto.
No ano de 2018, o serviço chega a África do Sul, Israel, Romênia e Vietnã, posteriormente no mesmo ano, é anunciada a chegada do Spotify na Arábia Saudita, Argélia, Bahrein, Catar, Egito, Emirados Árabes Unidos, Jordânia, Kuwait, Líbano, Marrocos, Omã, Palestina e Tunísia.
Em 2019, a Índia foi o único país a ser adicionado à lista de países em que é possível utilizar o serviço.
O aplicativo teve uma pequena expansão pela Europa em 2020, com a chegada do serviço na Albânia, Bielorrússia, Bósnia e Herzegovina, Croácia, Eslovênia, Kosovo, Macedônia do Norte, Moldávia, Rússia, Sérvia e Ucrânia. Nesse ano, também se expandiu ao Cazaquistão.
A expansão do aplicativo se deu em seis etapas no ano de 2021, na primeira etapa ocorreu a inclusão da Coreia do Sul; na segunda, o serviço ficou disponível em novos países da África (Gana, Nigéria, Quênia, Tanzânia e Uganda) e da Ásia (Bangladesh, Paquistão e Sri Lanka); na terceira etapa, ocorreu a entrada do serviço nos mercados de mais países da África (Botswana, Burquina Faso, Cabo Verde, Gâmbia, Guiné-Bissau, Lesoto, Libéria, Malawi, Mali, Namíbia, Níger, Seicheles, Senegal e Serra Leoa), América Central (Belize), América do Sul (Guiana e Suriname), Ásia (Butão, Maldivas e Timor-Leste), Caribe (Antígua e Barbuda, Bahamas, Barbados, Curaçao, Dominica, Granada, Haiti, Jamaica, Santa Lúcia, São Vicente e Granadinas e Trinidad e Tobago), Europa (Armênia, Geórgia e San Marino) e Oceania (Fiji, Ilhas Marshall, Ilhas Salomão, Kiribati, Micronésia, Nauru, Palau, Papua-Nova Guiné, Samoa, Tonga, Tuvalu e Vanuatu); na quarta etapa, se expandiu a mais países asiáticos e africanos (Brunei, Burundi, Camarões, Camboja, Chade, Comores, Essuatíni, Gabão, Guiné-Conacri, Guiné Equatorial, Laos, Macau, Mauritânia, Mongólia, Nepal, Ruanda, Quirguistão, Togo, Uzbequistão e Zimbábue), assim como ao país europeu do Azerbaijão; na quinta etapa, o serviço passou a estar disponível em mais países africanos: Angola, Benim, Costa do Marfim, Djibuti, Madagáscar, Maurício, Moçambique e Zâmbia. Na sexta etapa foram incluídos mais países asiáticos e africanos (Iraque, Líbia, Tajiquiistão, Républica do Congo e Républica Democrática do Congo), assim como a Venezuela.
Em abril de 2022, e tal como muitas outras empresas de origem ocidental, o serviço abandonou "indefinitivamente" o mercado russo em sequência da invasão da Ucrânia pela Rússia e da repressão imposta pelas autoridades russas à divulgação de informações sobre essa mesma guerra. Em dezembro desse mesmo ano, o serviço chegou à Etiópia. Sendo assim, o serviço só não está disponível em seis países africanos: República Centro-Africana, Somália, Sudão e Sudão do Sul. 

## Contas e assinaturas
Os três tipos de assinatura do Spotify são:
| Nome            | Preço | Livre de anúncios | Tempo de audição | Recursos premium |
| --------------- | --- | ----------------- | ---------------- | ---------------- |
| Spotify Free    | Grátis | Não               | Ilimitado        | Não              |
| Spotify Premium | Mensal: 9,99 USD, 9,99 CAD, 11,99 AUD, 19,90 BRL, 21,90 NZD, 9,99 GBP, 9,9 SGD, 48 HKD, 149 NTD, 14,9 MYR, 99 MXN, 36 ARS, 9,99 TRY, 99 NOK, 99 SEK, 99 DKK, 12,95 CHF, 19,99 PLN, 9,99 EUR (8,99 EUR nos Países Bálticos, 7,99 EUR em Portugal, 6,99 EUR em alguns países (Chipre, Grécia), 5,99 EUR na Eslováquia, 4,99 EUR na Bulgária e Hungria), 129 PHP. - No Reino Unido, Brasil e na Alemanha os estudantes podem receber um desconto de 50% no primeiro ano de assinatura por meio do UNiDAYS ou com um NUS Extra Card válido. O desconto para estudantes também está disponível noutros países. | Sim               | Ilimitado        | Sim              |
| Spotify Family  | 19,99 GBP, 14,99 USD, 14,99 CAD, 34,90 BRL, 17,99 AUD, 14,99 EUR (Europa Central), 10,99 EUR (Leste Europeu), 13,99 (Portugal). | Sim               | Ilimitado        | Sim              |

## Controvérsias

### Retirada de coletânea de músicos como protesto em relação a desinformação
O cantor Neil Young pediu à plataforma que apagasse um podcast de Joe Rogan. Segundo ele, a gravação de áudio espalhava notícias falsas e desinformação sobre vacinas. A empresa então retirou todo o catálogo do cantor e desmentiu a sua declaração, divulgando uma nota à imprensa afirmando "removeu mais de 20 mil arquivos, porém que busca respeitar e equilibrar a segurança de ouvintes e criadores". Joni Michell, India.Arie, Graham Nash e Stephen Stills seguiram os passos de Young e retiraram o seu catálogo do gigante do streaming. Mais tarde, o catálogo dos cinco músicos acabaria por voltar ao Spotify.